# Cratere Tehachapi
Tehachapi è un cratere sulla superficie di Marte.